# Lemnetum gibbae
Zespół rzęsy garbatej (Lemnetum gibbae Miy. et J.Tx. 1960) – syntakson w randze zespołu należący do klasy Lemnetea minoris. Zespół ten budowany jest przez organizmy pleustonowe. Dominującym gatunkiem jest rzęsa garbata (Lemna gibba).

## Charakterystyka
Zespół stanowi proste w budowie, jednowarstwowe i pleustonowe zgrupowanie rzęs. Zbiorowiska te są niestabilne, występują na powierzchni wód stojących i wolno płynących. Zbiorowiska tego typu powstają w wodach eutroficznych. Wody, w których występują, mają odczyn przynajmniej okresowo zasadowy, o dużej buforowości w stosunku do zakwaszenia oraz o wysokim przewodnictwie elektrycznym. Zespół jest oparty na dominacji osobników z gatunku rzęsa garbata (Lemna gibba).
WystępowanieZbiorowiska należące do tego zespołu są pospolite w Polsce. Można je często spotkać w wodach stojących i wolno płynących. Często występują w kompleksach z wyżej zorganizowanymi zbiorowiskami roślin wodnych i nadbrzeżnych.
Charakterystyczna kombinacja gatunków
ChCl., ChO. : rzęsa drobna (Lemna minor), spirodela wielokorzeniowa (Spirodela polyrhiza), wolfia bezkorzeniowa (Wolffia arrhiza)
ChAll. : rzęsa garbata (Lemna gibba)
ChAss. : rzęsa garbata (Lemna gibba) (opt.)